# Лупе Фијаско
Лупе Фијаско (енгл. Lupe Fiasco), право име Васалу Мухамад Џако (енгл. Wasalu Muhammad Jaco; Чикаго, 17. фебруар 1982) је амерички музичар награђиван Греми наградама, који се пре свега бави реп музиком. Лупе је након упознавања познатог репера Џеј-Зи потписао уговор са Atlantic Records. У Септембру 2006. године Лупе је избацио свој први студио албум Lupe Fiasco's Food & Liquor са разним сингловима као Kick, Push и Daydreamin' који је уживао доста успеха за Лупе-а. Мало након годину дана, у Децембру 2007. године је избацио свој други албум Lupe Fiasco's The Cool са веома успешним сингловима Superstar и Paris, Tokyo. Његов трећи студио албум, Lasers, је наког дугог одлагања изашао тек у 2011. години у Марту који је добио доста мешаних и чак негативних коментара због проблема којих је Лупе имао са продуцентском кућом тада. Његов најпопуларнији сингл је са тог истог албума, The Show Goes On. Годину дана касније у Септембру 2012., избацује наставак оригиналног Food & Liquor звани Food & Liquor II: The Great American Rap Album Part 1 који је судећи по критичарима био напредак у поређењу са Lasers. Ово је требало да буде албум у два диска, али их је његова продуцентска кућа раздвојила у два албума, али тај други албум никада није изашао. У 2013. на Grammy Awards је најавио свој пети студио албум Tetsuo & Youth који је имао разне синглове пре свог изласка чак у Јануару 2015. године где већина синглова који су изашли пре њега нису доспели на албум. Албум по критичарима његов прави повратак што се тиче квалитетне реп музике, такође већина фанова говори да је ово његов најбољи албум због комплексног концепта иза албума и песама као Mural и Prisoner 1 & 2 које су сматране једним од најбољих реп песама 2010-тих. Уживају успех Tetsuo & Youth, Лупе је најавио да ће избацити трилогију DROGAS албума под називима Skulls, Drogas Light и Drogas. До овог тренутка, албуми који су изашли су Drogas Light почетком 2017. године који је по Лупе-овим речима, колекција песама које су му остале од када је напустио Atlantic Records и основао своју продуцентску кућу 1st and 15th. Други албум који је изашао је његов најновији Drogas Wave који је изашао крајем 2018. године, још један дугачак и концептуалан албум који је као Tetsuo & Youth уживао доста успеха.

## Спољашњи везе
- Званичан сајт